# Oudega (Smallingerland)
Pour les articles homonymes, voir Oudega.

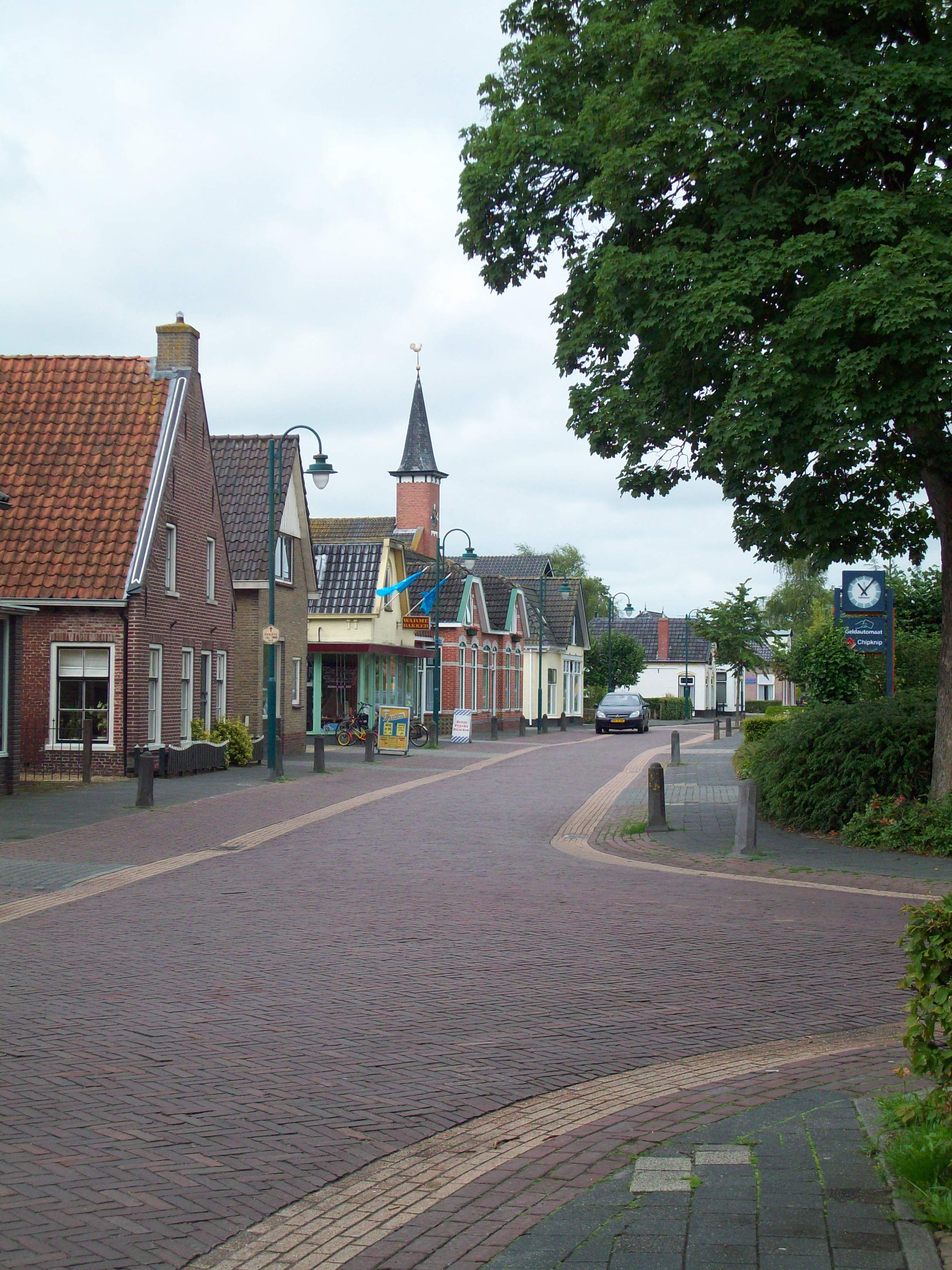

Oudega est un village situé dans la commune néerlandaise de Smallingerland, dans la province de la Frise. Son nom en frison est Aldegea. Le 1er janvier 2008, le village comptait 1 723 habitants.